# ラブの贈りもの
『ラブの贈りもの』（ラブのおくりもの）は、1996年および1997年の夏休み期間にTBSの昼ドラマ「花王 愛の劇場」で放送されたテレビドラマ。盲導犬の卵「ラブ」をパピーウォーカーとして預かり、ラブの成長と見守る家族の変化を描いた物語。

## シリーズ
- 1996年7月22日～8月30日「ラブの贈りもの」
- 1997年7月21日～8月29日「ラブの贈りもの2」

## キャスト
- 渡辺礼子 - 森尾由美

芳明の妻で美咲・隆志・健也の母。
- 渡辺芳明 - 勝村政信

父の隆造の家で同居する事になり、美咲から「犬を飼いたい」と言われた際にナマ返事をしてしまった事がきっかけで「パピーウォーカー」の存在を知る。
- 渡辺美咲 - 平野真希子

動物好きで「おじいちゃん(隆造)の家に引っ越したら犬を飼いたい」と芳明に頼む。
- 渡辺隆志 - 長瀬優秀

兄弟の中ではおとなしい性格で、転校先の学校で同級生に名前の「隆志(たかし)」を「かかし」とからかわれ落ち込んでいたが、それに気づいた隆造に「隆志」の「隆」はおじいちゃんから一字取っていてきちんとした意味がある」と励まされる。
- 渡辺健也 - 塚田光

渡辺家の末っ子で少々甘えん坊な所がある。
- 渡辺隆造 - 藤田敏八

芳明の父で美咲・隆志・健也の祖父。職業は竹細工職人。犬が苦手で家で犬を飼う事やパピーウォーカーをする事は当初反対していた。決して人は悪くないのだが寡黙でぶっきらぼうな所があり、周囲から誤解を招く事もあったが、パピーウォーカーとして犬と接するようになってからはその性格に少し変化が現れ、3匹目の子犬を預かる話が持ち上がった際は孫達がまた子犬との別れで悲しむことを案じて反対した。
- 礼子の母・吉岡孝枝 - 岩本多代
- 礼子の妹・吉岡信子 - 村上遥
- 信子の婚約者・福島猛彦 - 松重豊
- 礼子の父 - 早川保
- 松野ミチ子 - 樋田慶子

渡辺家の隣宅に住む奥さん。礼子の事を「お嫁さん」と呼ぶ。お喋り＆世話好きな性格で渡辺家を頻繁に訪れる。
- 風見章子
- 谷川清美
- 杉内加代子
- 高田敏江
- 小鹿番

## スタッフ
- プロデュース - 松本嘉孝、田尻丈人、木村信哉
- 脚本 - 登坂恵里香、飯野陽子
- 演出 - 佐藤健光、島崎敏樹
- 音楽（選曲） - 高橋拓
- 制作 -　TBS、 泉放送制作

## 主題歌
- 第1シリーズ『1グラムの幸福』

作詞：松本隆 / 作曲：飯島真理 / 唄：近藤名奈
レーベル：ファンハウス（現：ソニー・ミュージックレーベルズ）
- 第2シリーズ『I LOVE YOU』

作詞：岩里祐穂 / 作曲：M.Rie / 唄：国武まり
レーベル：マーキュリー・ミュージックエンタテインメント（現：ユニバーサル ミュージック ジャパン）

## その他
- 本作主演の森尾由美は、「愛の劇場」枠での主演回数歴代トップの記録を持ち、うち2作が本シリーズである。
- また、本作で主役の母役であった岩本多代は、『大好き!五つ子』では主役の義母役で出演している。
- 当時7歳の子役だった大島優子が友達役で出演している。
- いわゆる「夏休み枠」の作品だが、秋田放送、福井放送といった系列外の遅れネット局は夏休み中途から9月にかけての放送となった。